# Automavision
L'automavision è una tecnica di ripresa cinematografica che utilizza una camera fissa senza nessun operatore dietro. La camera è comandata da un computer che decide, in maniera del tutto casuale e senza apparenti linee guida, che cosa riprendere, se fare uno zoom o una panoramica, un primo piano o un piano americano.
Così facendo non è raro che nelle inquadrature gli attori appaiano con il viso, o parte della testa, tagliato. Con questa tecnica, quindi, le colpe di eventuali errori o riprese che seguono canoni estetici a dir poco discutibili sono totalmente imputabili ad un computer.
Il primo regista a far uso di questo metodo di ripresa è il regista danese Lars von Trier (fondatore del Dogma 95) che lo ha utilizzato per il film Il grande capo.